# Железов, Иван Порфирьевич
Иван Порфирьевич Железов (2 мая 1924 — 3 февраля 1989) — передовик советского сельского хозяйства, советский хозяйственный, государственный и политический деятель, председатель колхоза «Красный маяк» Городецкого района Горьковской области, Герой Социалистического Труда (1976).

## Биография
Родился в 1924 году в деревне Жеховской, ныне Городецкого района Нижегородской области. Член КПСС.
С 1941 года — на хозяйственной, общественной и политической работе. В 1941 году трудоустроился счетоводом в колхозе имени К. А. Тимирязева Городецкого района.
В 1942 году был мобилизован в Красную Армию. Участник Великой Отечественной войны. Командовал лыжным взводом, а также миномётной ротой 129-й стрелковой Орловской Краснознамённой дивизии Брянского и 2-м Белорусского фронта. Был представлен к нескольким боевым наградам. Войну завершил в звании капитан.
В 1947 году вернувшись в колхоз, вновь работал счетоводом, а затем стал заместителем председателя колхоза, секретарём парторганизации.
В 1951 году завершил обучение в сельскохозяйственном институте, получил специальность агроном-овощевод. В 1970 году защитил диссертацию и получил степень кандидата экономических наук.
С марта 1951 года председатель колхоза «Красный маяк» Городецкого района Горьковской области. Во время его руководства хозяйство относилось к передовым, было неоднократным победителем социалистических соревнований.
Указом Президиума Верховного Совета СССР от 23 декабря 1976 года за получение высоких показателей в сельском хозяйстве и рекордные результаты Ивану Порфирьевичу Железову было присвоено звание Героя Социалистического Труда с вручением ордена Ленина и медали «Серп и Молот».
Являлся членом Городецкого горкома КПСС, исполкома Горьковского областного Совета народных депутатов, депутатом Городецкого городского Совета.
Умер в Городце 3 февраля 1989 года. Похоронен на Кудашихинском кладбище.

## Память
- В селе Серково Городецкого района на доме установлена мемориальная доска, а в центре населённого пункта — памятник Герою.

## Награды
За трудовые и боевые успехи был удостоен:
- золотая звезда «Серп и Молот» (23.12.1976)
- два ордена Ленина (11.12.1973, 23.12.1976)
- Орден Октябрьской Революции (08.04.1971)
- Орден Отечественной войны I степени (11.03.1985)
- два Ордена Отечественной войны II степени (02.09.1944, 05.03.1945)
- Орден Трудового Красного Знамени (12.03.1958)
- два ордена Красной Звезды (24.07.1944, 08.02.1945)
- Орден «Знак Почёта» (22.03.1966)
- медаль За отвагу (24.08.1943)
- две Медали За трудовую доблесть (09.04.1949, 25.12.1959)
- другие медали.